# Арондісман
Слово Арондісман (фр. Arrondissement) утворено від французького дієслова arrondir (округляти) та використовується для позначення різних адміністративних районів у Франції, Бельгії, Канаді та інших країнах, які зазнали впливу права Франції, у деяких країнах також для позначення судових округів.

## Франція

Адміністративний поділ Франції
Дані станом на 1 січня 2012
/ Кантони на березень 2015 року (крім графіки)

### Підрозділи департаментів
102 департаменти Франції територіально та організаційно поділені на 335 арондісманів. Вони повинні представляти органи управління департаментів на нижчому рівні та схожі на німецькі земельні райони. Вони виникли у 1800 році, замінивши дистрикти.
Головне місце (chef-lieu) арондісману є одночасно місцем розташування адміністративних органів — супрефектур (sous-préfecture) на чолі з супрефектами (sous-préfet); схоже на дандрат.
Арондісмани поділяються на 2 054 кантони (canton), поділені в свою чергу на близько 36 700 комун (commune).

### Підрозділи муніципальних утворень
Муніципальні утворення з особливим статусом Париж, Марсель та Ліон поділені на муніципальні арондісмани (arrondissements municipaux).
- Адміністративний поділ Парижа
- Адміністративний поділ Ліона
- Адміністративний поділ Марселя

## Арондісман як адміністративний район у інших державах

### Бельгія

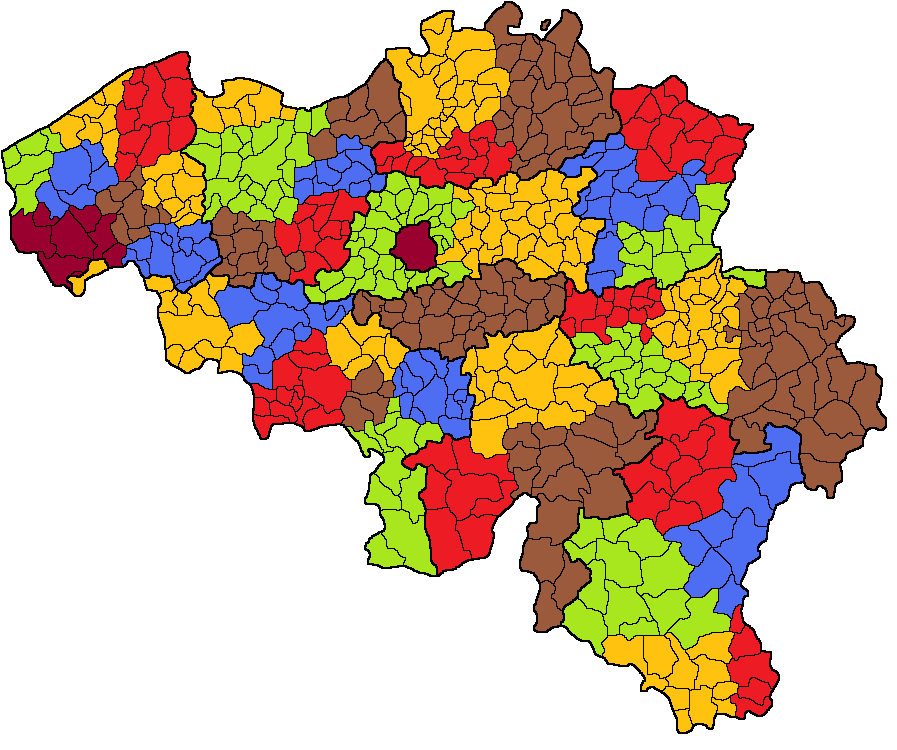
Бельгійські арондісмани

Десять бельгійських провінцій, коріння яких походить від колишніх французьких департаментів, поділені на 43 арондісмани.

### Буркіна-Фасо
У Буркіна-Фасо на арондісмани поділені, наприклад, такі міста як Уагадугу і Бобо-Діуласо.

### Гаїті
10 департаментів Гаїті поділені на 41 арондісман.

### Канада (Квебек)
Деякі міста Квебеку поділені на арондісмани, наприклад Монреаль, Гатіно, Квебек, сагеней, лонгей і Шербрук.

### Марокко
У Марокко на арондісмани поділені міста Касабланка, Фес, Рабат, Марракеш, Мекнес і Танжер.

### Нігер
Республіка Нігер з 1964 по 1998 роки була поділена за  французькою моделлю на департаменти та арондісмани. З 2010 року арондісманами називають райони міст Ніамей, Мараді, Тахуа і Зіндер.

### Сенегал
За моделлю міста Париж, де є 20 арондісманів, з 1996 року чотири міста столичного регіону Дакар поділені на 43 комуни арондісман, у тому числі 19 у самому місті Дакар.

### Туніс
У Тунісі на 15 арондісманів поділена тільки столиця Туніс.

### Центрально-Африканська Республіка
У Центральноафриканській Республіці на 8 арондісманів поділена лише столиця Бангі.

## Арондісман як судовий округ

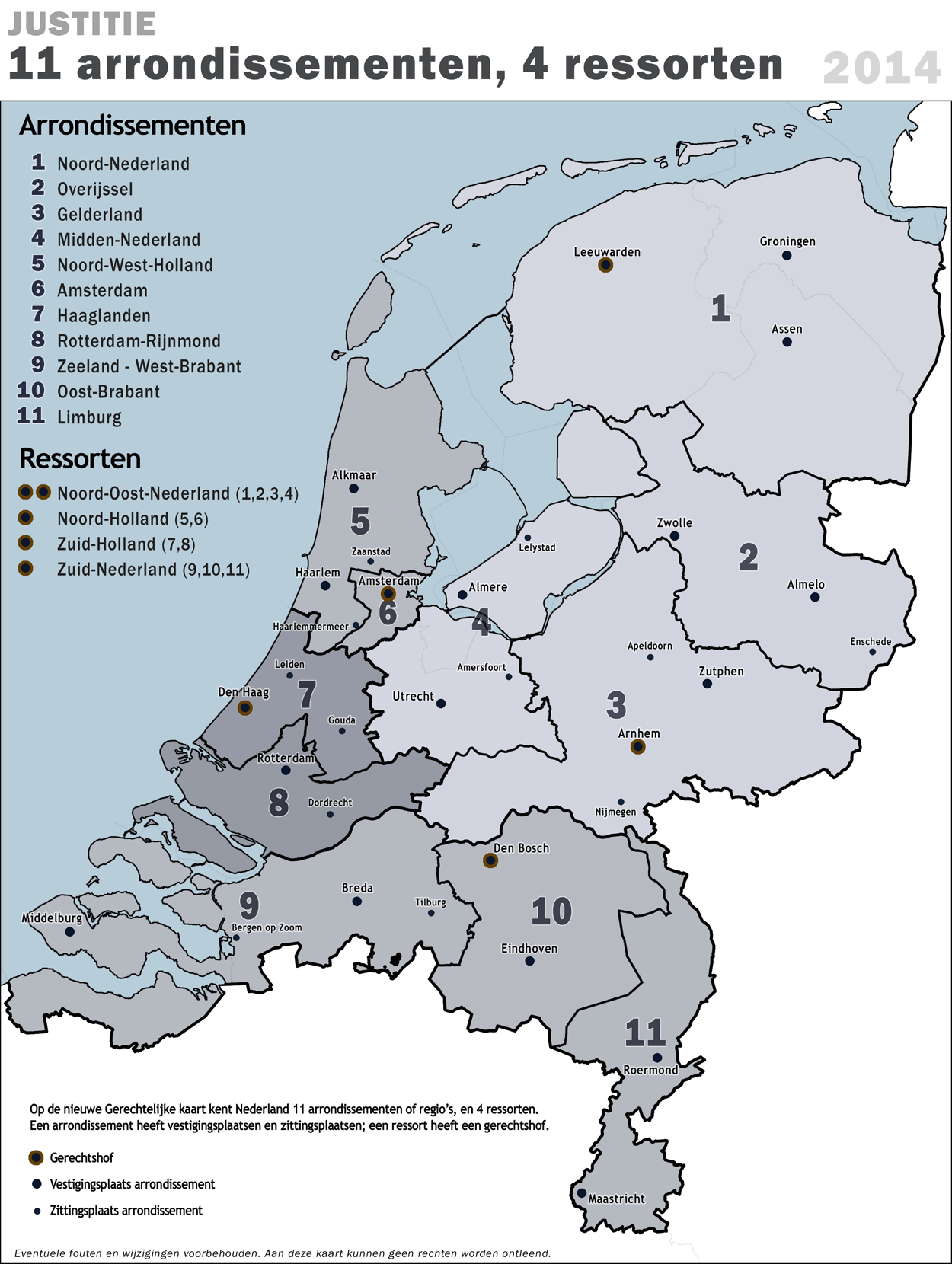
Готель в Нідерландах, 2014

### Нідерланди
У Нідерландах арондісман — це судовий округ суду другого рівня. З 2013 року країна поділена на 11 арондісманів.

### Швейцарія
Кантони Во, Вале і Фрібур поділені на арондісмани, які слугують судовими округами.

### Бельгія
Крім зазначених вище адміністративних одиниць, бельгійські провінції поділені і на судові округи (з 2014 таких 12), які французькою мають назву arrondissement judiciaire (юридичний арондісман).